# Sugubine
Sugubine (Servisch cyrillisch Сугубине) is een plaats in de Servische gemeente Sjenica. De plaats telt 183 inwoners (2002).